# 北海道日高乳業
北海道日高乳業株式会社（ほっかいどうひだかにゅうぎょう）は、北海道沙流郡日高町にある乳業メーカー。宮崎県の南日本酪農協同株式会社のグループ会社である。

## 沿革
- 1987年4月：南日本酪農協同株式会社がネスレ日本株式会社日高工場を買収し、日高乳業株式会社を設立
- 1990年4月：北海道日高乳業株式会社に社名を変更

## 所在地
- 本社・工場：北海道沙流郡日高町富川東2丁目920番地
- 札幌営業所：北海道札幌市白石区菊水5条1丁目8－21（三ッ輪ビル）

## 主な製品
- 北海道3.6牛乳（ロングライフ牛乳）
- ヨーグルッペ
- 北海道バター
- 北海道日高シリーズ（発売元：南日本酪農協同株式会社）